# Катавей-гурума
Катавей-гурума - дух - Йокай в японському фольклорі, схожий з ванюдо. Описується в образі прекрасної дівчини, яка в нічний час роз'їжджає одноколісним  візком (типовим для  періоду Едо) з вогненним колесом і проклинає всіх, хто насмілюється на неї подивитися.
Згідно з легендою, в катавей-гурума перетворилася жінка, яка везла в своєму візку з поля перші плоди врожаю того року. Але на безлюдній дорозі до селища за нею з недобрими намірами погнався старий-лиходій, який позбавив її життя. З того часу дух цієї жінки заволодів візком, і зустріч з нею не приносить нічого хорошого.

## Розповіді про катавей-гурума
Про зустрічі з катавей-гурума повідомляли в різних районах Японії. Найбільш відомий розповідь з історичної провінції  Омі, де цей дух тероризував одне село, так що місцеві жителі не наважувалися виходити або визирати на вулицю після згасання сутінків. Але якась цікава жінка не стрималася і, відчинивши двері, підгледіла коли дух проїжджав повз її будинку. Від катавей-гурума це не сховалося і вона вигукнула: «Чим на мене дивитися, краще б за дітьми дивилася». І в ту ж мить з цього будинку зникли діти. У відчаї і каятті, нещасна мати написала на листку паперу покаянні строфи, які прикріпила до зовнішньої сторони дверей. У цьому листі жінка благала повернути їй малюків. У наступну ніч катавей-гурума прочитала її послання і, похваливши жінку, повернула її дітей, а на вулицях села страшний візок більше ніколи з тих пір не бачили.